# Sinfonia patetica
Sinfonia patetica è un romanzo dello scrittore tedesco Klaus Mann, figlio primogenito di Thomas Mann. In forma parzialmente romanzata, narra la vita del compositore russo Pëtr Il'ič Čajkovskij; il titolo del libro allude alla sua celebre Sinfonia n. 6 in si minore, op 74, conosciuta appunto come "patetica".
Il libro fu pubblicato per la prima volta nel 1935; nel 1948 uscì un'edizione statunitense in parte modificata, privata degli episodi in cui vengono narrati gli incontri omoerotici del personaggio.

## Trama
Del grande compositore è presentata soprattutto la sua vita interiore, pur non trascurando le sue relazioni coi familiari e colleghi di lavoro; l'intimo rapporto intrattenuto con Edvard Grieg, e la moglie di questi, ed il timoroso rispetto nei confronti della musica tedesca del XIX secolo, primo quello di Johannes Brahms.
L'ultima sinfonia, la "Patetica", ed il balletto de Lo Schiaccianoci sono fortemente legati all'ultima parte dell'esistenza di Čajkovskij, opere in cui ha cercato d'instillare l'essenza della propria creazione musicale. Il libro si conclude con una narrazione della morte del compositore, sopraggiunta in maniera improvvisa e misteriosa.
L'autore discute sulla tesi speculativa del suicidio: a San Pietroburgo nel 1893 era scoppiata un'epidemia di colera, proveniente dalle steppe dell'Asia centrale. Tormentato, chiede in un ristorante un bicchiere d'acqua infetta, così da potersi avvelenare senza che nessuno potesse accorgersene. Mann si sofferma sulla profonda fede dell'uomo e sulla sua incapacità ad accettare serenamente la propria omosessualità. L'esistenza travagliata di un grande artista viene prematuramente a mancare.

## Edizioni
- Sinfonia patetica. Un romanzo su Čaikovskij, Collana Narratori moderni, Milano, Garzanti, 1990, ISBN 978-88-116-6262-4.